# Gabriele Rabel

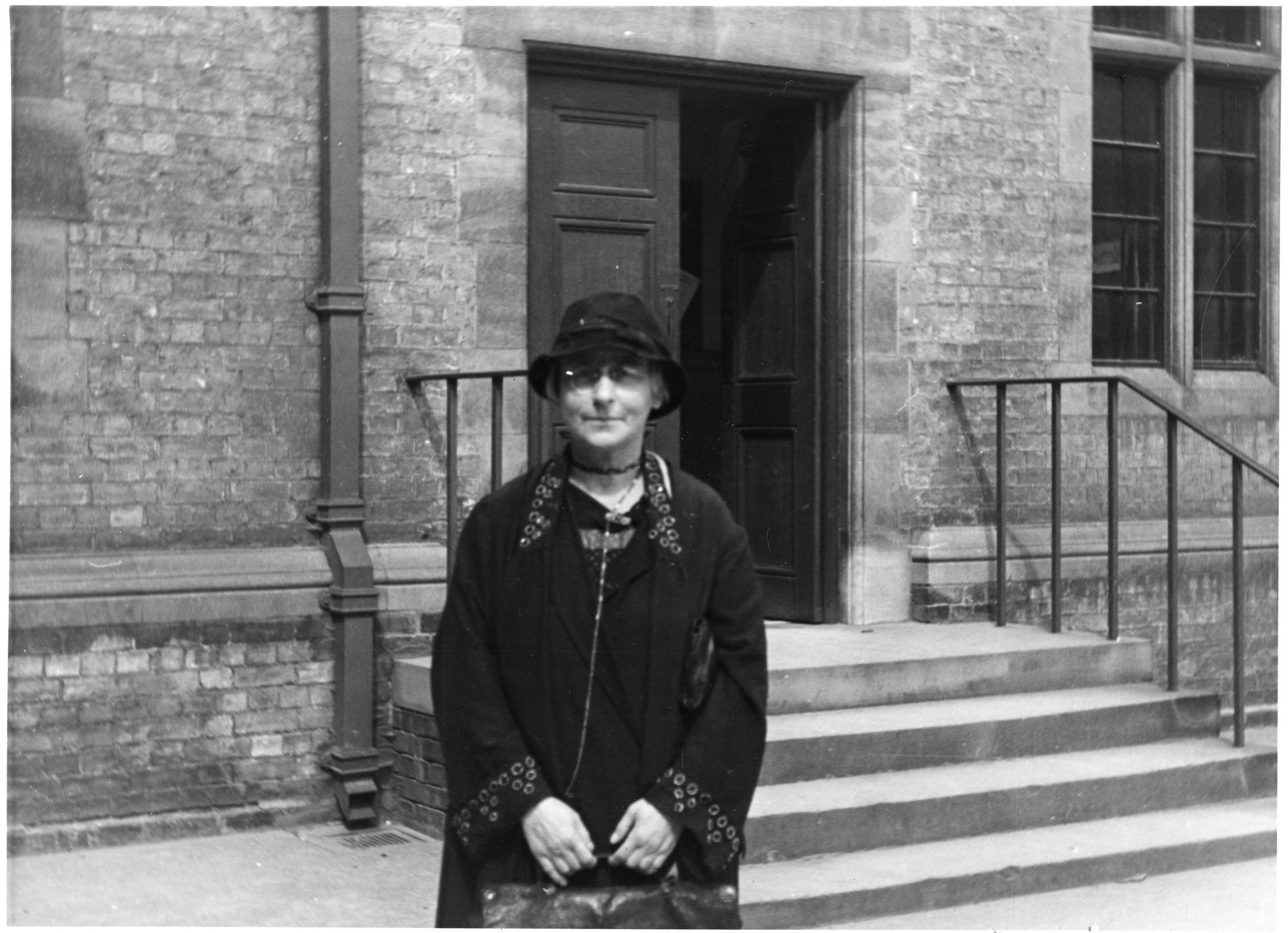
Gabriele Rabel in Cambridge (1938)

Gabriele Rabel (* 29. August 1880 in Vöslau; † 27. August 1963 in Cambridge) war eine österreichische Physikerin, Philosophin und Botanikerin.

## Leben
Rabel wurde als ältestes von drei Kindern eines Wiener Anwalts geboren. Sie studierte zunächst an der Universität Wien Botanik bei Richard Wettstein, dann theoretische Physik in Leipzig und Berlin, unter anderem bei Albert Einstein und Max Planck. Von 1915 bis 1923 arbeitete sie bei Richard Willstätter und Max Planck in Berlin. 1919 wurde sie mit der Dissertation Die Intensität bestimmter Linien des H-Spectrums in Abhängigkeit zum Gasdruck an der Universität Greifswald promoviert. 1923 wurde bei Rabel eine Depression diagnostiziert, woraufhin sie zwei Jahre in einem Sanatorium verbrachte und Philosophie zu studieren begann.
1927 veröffentlichte sie ein Buch über Goethe und Kant. Ab 1932 begann Rabel regelmäßig im Wissenschaftsbereich zu veröffentlichen, ihre Gebiete reichten von der Paläontologie über Plattentektonik bis hin zu Psychotherapie und Literaturwissenschaft.
Im Mai 1940 emigrierte sie wegen der politischen und wirtschaftlichen Situation in Österreich während des Zweiten Weltkriegs nach England. Später lebte sie vier Jahre in den Vereinigten Staaten. In den 1930er und 1940er Jahren schrieb sie Abhandlungen zur Evolution, Genetik und über Kaiser Karl I. Sie war außerdem als Lehrerin und Journalistin tätig. Gabriele Rabel verstarb 1963 in ihrem langjährigen Wohnort Cambridge. Ihr Nachlass befindet sich im Churchill College der University of Cambridge.

## Werke (Auswahl)
- Goethe und Kant (1927)